# BOYS AND MEN
BOYS AND MEN（ボーイズ・アンド・メン、通称：ボイメン）は、日本のボーイズ・グループ。東海地方出身・在住の男性メンバーで構成された、「エンターテイメント集団」と自称する歌手グループ、ご当地男性アイドルグループ、タレント・俳優の集団である。略表記はBM。2010年に結成。当初は数十人が在籍する組織であった。2024年4月からは5人組である。YanKee5（ヤンキーファイブ）と誠（まこと）という2つの派生ユニットを持つ。
運営会社および所属事務所はフォーチュンエンターテイメント。同社社長の谷口誠治が創設し、プロデューサーを務める。レーベルは所属事務所のインディーズレーベルFortune Recordsを経て、2016年からユニバーサルミュージック（Virgin Music→USM JAPAN）に所属。2022年からは自社レーベル・NDRから作品をリリースしている。
名古屋で活動できる男性タレントの育成を目指すプロジェクトとして、テレビ番組と連動したオーディションを通じて結成。約60人が在籍する舞台演劇を行う集団として始動した。在籍者の離脱が続きながらもメディア出演など活動の場を広げ、名古屋を拠点に歌・ダンス・芝居を基軸に、いわゆるヤンキーや応援団風の変形した学ラン姿をトレードマークとして活動する。メンバーは個人で俳優・タレント活動も行う。アイドル的なボーイズ・グループとして知られることになり、男性ご当地アイドルの先駆け的な存在と評されることもあるが、基本的に自ら「アイドル」とは名乗らないスタンスである。「まちおこしお兄さん」と名乗ることが多い。
BOYS AND MENには、弟分BMKと祭nine.の源流となったBOYS AND MEN研究生、さらにその弟分グループボイメンエリア研究生、また、活動を休止した劇団プロジェクトの劇団ボイメン、東京を拠点としたBOYS AND MENトウキョウといった「BOYS AND MEN」「ボイメン」の名が付くグループ、プロジェクトが存在する。これらは全てそれぞれに独立したグループであり、BOYS AND MENへの加入や昇格を目標とする組織ではない。本項では、これら別グループ（特にBOYS AND MEN研究生）との区別が必要な場合、BOYS AND MENの現メンバー（および元メンバー）を公式に準じて「一期生」と表す。

## 概要
2024年4月1日以降は以下の5名で構成される。詳細は下記#メンバー等を参照。
- YanKee5：田村侑久・辻本達規
- 誠：本田剛文・平松賢人・吉原雅斗

BOYS AND MENは、2010年6月から9月の間にメ〜テレで放送されたテレビ番組『IKEMEN☆NAGOYA』（イケメン・ナゴヤ）と連動したオーディション「IKEMEN PROJECT」から誕生したグループである。「BOYS AND MEN」というユニット名は番組が始まった後に名付けられたもので、それ以前は「IKEMEN☆NAGOYA」がメンバーのことを表す言葉でもあった。後にメンバー全員の所属事務所ともなる制作会社・フォーチュンエンターテイメントの代表であり、芸能事務所・タニプロモーションの設立者でもある谷口誠治が「男性版・宝塚歌劇団」を構想して創立し、プロデューサーを務めている。結成時は約60人のメンバーが在籍した。それ以降の加入者もいるが、早期から多くの脱退者を出しており、在籍者の数は約60人から約40人→約20人→13人→11人→10人と減少している（後述「#来歴」参照）。2017年のインタビューにおいて、メンバーが「一度でも在籍した人を全部合わせると100人くらいいると思う」と答えている。
歌やダンスなどを披露するライブ・イベントを何度か開催した後、2010年11月に旗揚げミュージカル公演『ストレートドライブ!』をスタート。2011年8月にスタートした第2弾ミュージカル『ホワイト☆タイツ』が好反応を得るようになり、この『ホワイト☆タイツ』で描かれた「ヤンキー」というキャラクター設定の下での活動を展開した。メンバー全員が変形学ランの衣装を着用してユニット全体で「ヤンキー」を体現するようになったのはこれより約2年後、2013年5月にファースト・アルバムをリリースした時期からである。
2011年から定期的なライブ・イベントを開催。初期は商店街でのストリート・ライブなども行っていた。2012年2月14日、フォーチュンエンターテイメントのレーベル・Fortune Recordsからシングル「バリバリ☆ヤンキーロード」をリリースしインディーズ・デビュー。このシングルの表題曲を歌うYanKee5、その弟分・誠と、二つの派生ユニットが結成され、それぞれユニット単位での活動も行うようになった。定期イベントを開催していた場の一つ「マジックシアター」が2013年11月から「NDP STUDIO」となり、舞台の定期公演がここで上演されたほか、ライブ・イベントを開催する本拠地として2014年9月末の閉鎖時まで稼働した。
結成から2〜3年の間は、舞台やライブの観客が増えない、CDが売れない、知名度が上がらない、といった状態が続いた。数多くのイベントに出演すること、2013年〜2014年頃からグループおよびメンバー個人のテレビ番組出演が増加したことなどによって東海地区で徐々に知名度を上げ、「ご当地男性アイドルグループ」としてメディアに取り上げられる機会を増やした。2014年、新規プロジェクトとして新たに別の劇団を旗揚げしたことに伴い、当時の在籍メンバー11名は「歌やメディア出演を中心に活動する」という方向性が示された。2014年1月以降、演劇の定期公演は行っていない。
2015年5月27日、シングル「ARC of Smile!」をマーベラスからリリースしメジャー・デビュー。それから約1年間は自社インディーズ・レーベルと複数のメジャー・レーベルからCDをリリースし、2016年1月・2月に「BOYMEN NINJA」と「Wanna be!」で2作連続チャート首位を獲得。同年にユニバーサルミュージック内のレーベルVirgin Musicと専属契約を結んだ。
メンバー主演・総出演の作品に、テレビドラマ『なぜ東堂院聖也16歳は彼女が出来ないのか?』、映画『サムライ・ロック』・『復讐したい』などがある。冠バラエティ番組には、2015年2月に日本ガイシホールで1万人規模のワンマン・ライブを開催した『ボイメン☆騎士』、日本国外向けにも放送された『忍者ボイメンくん 〜昇龍道で修行でござるよ〜』などがある。2015年から、タイを中心にアジアへの進出を狙った活動も展開している。近年は、俳優、歌手、司会業などメンバー個人でのソロ活動も目立っている。

## 特色
「泥臭い」・「暑苦しい」・「汗臭い」といったイメージがグループの特色であると公言している。「アイドルグループ」として取り上げられる機会を増やし、それが知名度の上昇につながることにもなったが、「BOYS AND MENはアイドルではない」とメンバー自身が言及することもあり、「エンターテイメント集団」と称している。2011年6月に始まった定期ライブ・イベントにおいて、歌やダンス以外にインラインスケートやイリュージョンなどのショーを催しており、2013年頃までは「歌・ダンス・芝居だけでなくインラインスケートやイリュージョンなどもこなすエンターテイメント集団」と称していた。2016年、このフレーズに対して「エンターテイメントグループって何？って思う」と疑問を呈したメンバーの吉原雅斗が、新たに「（名古屋の）町おこしお兄さん」というキャッチコピーを提唱。このフレーズは他メンバーの賛同を得て、その後グループおよびプロデューサーの谷口誠治もが積極的に用いるようになった。谷口は「スターだったら手が届かないほうが夢を見られるけど、彼らは近所の兄ちゃんや友達でいいんです」という方針であると説明をしている。結成2年目からリーダーを務めていた水野勝は、2019年にラジオ番組において「アイドルなのかって言われるとアイドルじゃない気もするし」と発言し、自分たちもジャンルはわからないと述懐している。
愛知県警察広報大使や名古屋観光特使など、行政と協力した活動も行っている。「名古屋から全国へ」という目標を掲げており、所属事務所は「あくまでも拠点は名古屋に置き、『名古屋に来なければ会えない』というスタンスを変えない」と述懐する。全国区の知名度を得た後も、谷口はグループを東京進出させる意思がないことを述べている。

### 評価
結成初期の演劇ユニットとしては何ら評価を得ていない。加入前に公演を見てグループ入りを決めた吉原雅斗や田村侑久でも、演技やパフォーマンスは見ていられないほど下手だった、と感じたという。
自ら「アイドル」とは名乗らないスタンスではあるが、BOYS AND MENはしばしば「男性ご当地アイドル」の先駆け的、草分け的な存在と評される。オリコンは、同じ時期にチャートで躍進したDa-iCEやEBiDANの超特急・DISH//らとともに「ジャニーズ、EXILE TRIBE、K-POPと発信を別にする男性グループの成功例」という見解を示したことがある。リアルサウンドは、バラエティや俳優業でも活動するSOLIDEMO、同じく東海地方を拠点とするMAG!C☆PRINCEとともに「音楽性とタレント性を兼ね備えたボーイズグループ」と評している。

### 衣装
「ヤンキー風学ラン姿」をトレードマークとしている。これは結成時からのスタイルではなく、結成2年目に上演したミュージカル2作目『ホワイト☆タイツ』での役柄、舞台衣装から派生したものである。谷口誠治は「学ランファッションは『ビー・バップ・ハイスクール』の要素を取り入れた」と述べている。『ホワイト☆タイツ』公演時は派生ユニット・YanKee5のみのスタイルであり、その頃はシンプルな学ランであった。ファースト・アルバムのリリース時、YanKee5以外にもメンバー全員（当時は13名）が学ランを着用することになり、学ランは派手な刺繍が施されたものに新調された。その後も何度かの新調を経ている。施された刺繍が和風なものであることから、これらは「和学ラン」と呼ばれている。CDジャケット写真に関しては4thシングル（2013年）からリリースごとに楽曲のイメージに合わせた新しい衣装を用いており、学ラン姿であることは少なかったが、ユニバーサルミュージックとの契約後は、新譜のリリースごとに学ランをベースとした新しい衣装を用いている。
13人編成以降のメンバーは、全員にそれぞれ「テーマカラー」が設定されている。YanKee5の5名は『ホワイト☆タイツ』の衣装で使われていた配色がそのままテーマカラーとなった。

## 来歴

### 結成まで
プロデューサーの谷口誠治は大阪府出身である。芸能に携わる会社の経営を行っていた拠点は東京であり、名古屋や東海地方に特に縁はない人物であった。2009年、プロデュースする女性イリュージョンユニット・プリマベーラの活動のために初めて名古屋を訪れた谷口は、名古屋市に対して「人口が多い都市でありながら独自の芸能文化が少ない」、「エンタメにおいてはまったく手が付いていない」といった印象を持った。自身の会社で何かを興すチャンスがあるのではないかと考えた谷口は、2010年、名古屋発信のエンターテイメント文化の創造・振興を目的としたプロジェクト「NAGOYA DREAM PROJECT」事業を開始した。
谷口は特に「名古屋には男性タレントが少ない」ということに着目し、さらに「東京や大阪では大手芸能事務所の影響力が強いが、名古屋ならばそういったしがらみがなく展開できるのではないか」との考えから、名古屋での男性タレントの育成の場となるグループの創立を構想。「誰もやっていないことを」と考えた谷口は、自身が宝塚歌劇団が好きであったことから「全てを自分でやるのならば、自分が本当に作りたいものを作る」・「（宝塚市は）中心部から離れた場所にあっても、舞台を見るために全国からファンが集まってくるのはすごいこと」と、宝塚歌劇団をイメージしたグループの結成を目指し、これに向けたプロジェクト「IKEMEN PROJECT」を「NAGOYA DREAM PROJECT」の第一章とした。この頃に観劇した舞台『ミュージカル・テニスの王子様』を「ミュージカルのような、ミュージカルではないような、宝塚ともブロードウェイとも違う新しいもの」と評し、この要素を「NAGOYA DREAM PROJECT」の舞台に取り入れることにした。「下手なことは多少は大目に見てもらって、とにかく華やかなもの作る」と決め、そのためには人数は60人くらい必要であると考えた。

### 2010年 - 2011年前期
オーディション開始、『IKEMEN☆NAGOYA』放送
谷口は、「プロとしてやっていくためには、発表の場がないといけない」と、テレビ番組と常設劇場を持つことを計画。テレビ番組のためのスポンサーを得られなかったことから、自費でメ〜テレの放送枠を買い取ってオーディション番組『IKEMEN☆NAGOYA』を制作。2010年4月16日、名古屋市内の老舗クラブ「OZON」で番組と連動したオーディションを開催した。田中俊介・平松賢人・土田拓海など「初期メンバー」と称されているのは、この第1回オーディションに参加した者のことである。ひやかしの参加者を省く必要があったために谷口が個別の面接を行ったが、そこで応募者のほぼ全員を通過させた。5月21日に追加オーディションを開催。6月18日に開催したイベントで、10月にミュージカルの旗揚げ公演を予定していることを発表。タニプロモーションの新人タレントとして東京で活動を始めていた小林豊（小林は東海地方出身ではない）は、谷口の意向により、この6月からプロジェクトに参加した。オーディションを経た約60人がエントリー・メンバーとなり、イベントやウェブサイトで実施される人気投票によって旗揚げ公演の出演枠を競うこととなった。
6月29日に『IKEMEN☆NAGOYA』のスペシャル番組を放送。7月7日から水曜深夜のレギュラー番組として放送された。番組ではミュージカル上演に向けたエントリー・メンバーの姿を追い、引き続きメンバー募集も行われた。7月から、名古屋市中区にある複合施設「SUNSHINE SAKAE」内の劇場「SUNSHINE STUDIO」において、歌・ダンス・芝居を披露するイベント『IKEMEN NAGOYA LIVE』を開催。プリマベーラのイベントなど外部イベントのゲスト出演などもあった。番組出演者による男性集団は「BOYS AND MEN」と名付けられた。『IKEMEN☆NAGOYA』は深夜番組としては良い視聴率ではあったが、スポンサーを得られないままで、当初予定の1クールから延長することなく打ち切られた。
定期公演スタート

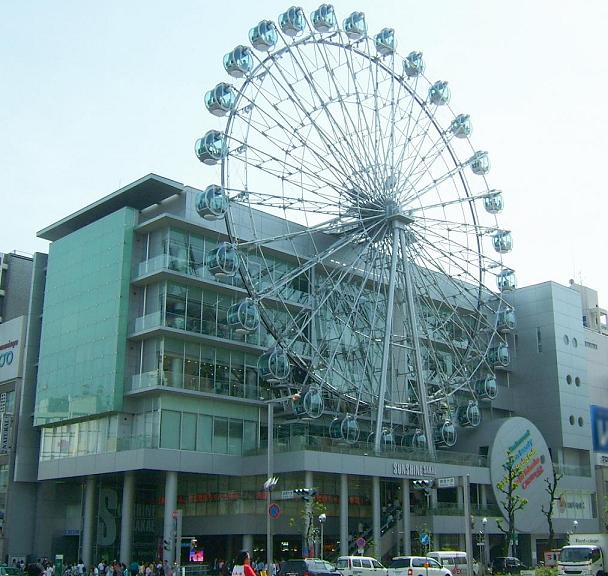
初期に公演を行っていたSUNSHINE SAKAE。GEN's SECONDは約100m東の広小路通沿いにあった。

10月28日、SUNSHINE SAKAEで、旗揚げ公演『ストレートドライブ!』の制作発表が行われた。主演に選ばれたのは田中俊介と小林豊。11月4日、スタッフの審査や観客の投票が配役に反映される「テスト公演」をスタート。毎週木曜日が公演日となった。2011年1月6日からの本公演でも審査や投票は続き、随時キャストの入れ替えがある方式で上演された。定期公演の他に東京と大阪での公演も行われた。
6月30日、『ストレートドライブ!』千秋楽。谷口が後に「何回やっても教わったことすらできない、覚えられない」と評した素人集団によるこの舞台は、興行的に不振に終わった。谷口は後に、スポンサー獲得に比重を置いていた自身への反省を含めて「『ストレートドライブ!』は失敗してしまった」と、ここで早くも存続が困難な状態に陥っていたことを明かしている。6月からは名古屋市中区にある総合施設「GEN's SECOND」で、『GEN's SECOND ミュージックライブ』と称したライブ・イベントを月1〜2回のペースで開催。歌やダンスのパフォーマンス以外にインラインスケートやイリュージョンなどのショーを行った。
在籍者の大量離脱
舞台公演も音楽ライブも、集客は散々な状態が続いた。稽古場のスタジオが無くなり、白川公園など名古屋市内の公園で練習をすることがここから数年間続いた。公開オーディションによる新メンバー加入もあったが、脱退者が相次いで在籍者は減る一方であった。11人編成時まで残ったメンバーは後に「多くのメンバーが『先が見えない』と辞めていった」、谷口も「60人の中でやる気が見えたのは半分だけ。すぐに辞めた子もいたし、やる気がないのに辞めずにウロウロするだけの子もいた。」と述べている。メンバーからキャストとして舞台に出演できるのは60人中半分というシステムであったために、メンバーの中から「自分は気に入られていないから選ばれないんだ」・「どうして演技が下手なあいつの方が選ばれるのか」といった声も上がっていた。谷口は「たとえキャストとして出演できなくても、常に勉強のできる良い環境を与えているつもりだったが、それを理解できている子は少なかった」と振り返り、「そういった不満や愚痴を言う奴は結局辞めていったし、時には辞めさせた」と、『ストレートドライブ!』から次の公演『ホワイト☆タイツ』に替わる間に在籍者を大幅に減らした経緯を述べている。

### 2011年後期 - 2013年
「ヤンキー」スタイルの確立
2011年8月10日、第2弾ミュージカル『ホワイト☆タイツ』のプレ公演がスタート。当時の在籍者数は約40人。10月6日に本公演がスタート。出演者がヤンキー高校生に扮したこの公演が好評を得始めたことにより、BOYS AND MENはこの「ヤンキー」というスタイルに活路を見出した。谷口の指名により、当作主演の水野勝がBOYS AND MENのリーダーに就任した。
12月から、名古屋市中区矢場町にあるビル「BECOME SAKAE」内のダイニング・バー「マジックシアター」において定期イベントを開催。12月25日、アートピアホールで初のホール会場での単独ライブ『BOYS AND MEN DREAM LIVE 2011』を開催した。
CDデビュー、派生ユニット結成
2012年2月14日、『ホワイト☆タイツ』のメインキャスト5名による派生ユニット「ヤンキー5人組」（後の「YanKee5」）による、同作の劇中歌を表題曲としたシングル「バリバリ☆ヤンキーロード」でCDデビュー。ミュージカルの楽曲制作を担当していたYUMIKOが、ここからBOYS AND MENのCDの楽曲プロデュースと大半の作詞も担う。2月16日、本田剛文をリーダーとする若手メンバー5人組ユニット「誠」が結成された。
4月12日、『ホワイト☆タイツ』千秋楽。この公演期間中に在籍者は約20人にまで減った。7月28日、YanKee5と誠それぞれの楽曲による両A面の2ndシングル「変わらないStory/READY×READY!」をリリース。同じく7月から誠が名古屋テレビ塔のPRキャラクターに就任し、毎週末に同所特設ステージでの無料ライブを開催。同時期に、東京・JOL原宿での定期ライブ開催も始まった。YanKee5と誠に所属していないメンバーによるユニット「チームS」も、ライブ開催などで活動した。「9月9日、テレビ塔のライブに450人以上を動員」というノルマが課せられ、それを達成できなければ「解散」と通達されたが（これはメンバー以外には知らされていない）、当日は約540人を動員して解散を免れた。
NDP STUDIOオープン
10月21日、第3弾公演『ホワイト☆タイツII』プレ公演がスタート。公演の場をSUNSHINE STUDIOから定期イベントを開催していたマジックシアターに移した。11月18日、マジックシアターが「NDP STUDIO」となり、『ホワイト☆タイツII』プレミアム公演がスタート。100人規模のNDP STUDIOでは舞台公演の他に週4〜5回のライブやイベントが開催され、BOYS AND MENの本拠地として稼働した。
2013年2月、『ホワイト☆タイツII 名古屋本公演』上演をもって同公演の千秋楽。5月4日、ファースト・ミニ・アルバム『ヤンキー★ロード』をリリース。このアルバムのアートワークにおいてYanKee5以外のメンバーも学ラン姿になり、メンバー全員の「ヤンキースタイル」が完成した。5月6日、Shibuya WWWで東京では初となる単独ライブを開催した。
13人編成へ
2012年から在籍者数は「約20人」と言及されていたが、2013年後期から「13人」と人数が明言されるようになった。
2013年秋、初期から外部舞台の出演が活発であり、前年にソロCDデビューを経ていた小林豊が『仮面ライダー鎧武/ガイム』に主人公のライバル役としてレギュラー出演。辻本達規がローカルドラマ『黄金鯱伝説グランスピアー』の主演に選ばれ、同時期に2名の特撮ドラマのメインキャストを輩出した。9月1日、新メンバー候補「二期生」（後の「BOYS AND MEN研究生」）のオーディションが始まった。これに伴い、既存のメンバーは「一期生」と呼ばれるようになった。10月18日、第4弾公演『RETURNER』がスタート。11月5日にZepp Nagoyaで単独ライブを開催。12月18日、メ〜テレにて初の冠バラエティ番組が放送されることになった。

### 2014年 - 2016年
定期公演終了、メディア出演の増加
2014年1月13日、『RETURNER 俺達の幕末異伝 完全版』をもって『RETURNER』公演が終了。これ以降、一期生は定期公演という形での演劇公演を行っていない。
4月8日、初の冠レギュラー番組『ボイメン☆騎士』（中京テレビ）がスタート。この年の4月期に11本のテレビ・ラジオのレギュラー出演番組（個人での出演を含む）を持った。『ボイメン☆騎士』では、2015年春に日本ガイシホールで1万人規模のワンマン・ライブを開催することを目標とした。夏には、東名阪で初のコンサート・ツアーを開催した。
新規プロジェクト始動、13人から11人へ
2014年夏、新規プロジェクトとして、ボイメン劇団「S」（後の「劇団ボイメン」）と、東京を拠点に活動する東京版BOYS AND MEN（現・BOYS AND MEN研究生トウキョウ）の結成を発表。BOYS AND MENのプロジェクトは「歌やメディア出演で活動するメインメンバー（YanKee5と誠の）11人と、芝居を中心にした劇団の二つの軸で活動を行っていく」という方向性を示した。チームSのメンバー2名はこの劇団プロジェクトの所属になり、BOYS AND MENは11人編成となった。秋、二期生メンバーがユニット「BOYS AND MEN研究生」として独立した。
9月30日、NDP STUDIOが閉鎖。2018年2月に同スタジオが復活するまでの間、BOYS AND MENは常設劇場を持たずに活動する。10月から12月の間、小林豊が主演・メンバー11名総出演のテレビドラマ『なぜ東堂院聖也16歳は彼女が出来ないのか?』が放送された。
2015年2月28日、『ボイメン☆騎士』の企画で進められていた1万人ワンマン・ライブ『夢の1万人ライブで重大発表!「オレ、卒業します。」』を開催。
メジャー・デビュー
5月27日、12thシングル「ARC of Smile!」をマーベラスからリリース。これがメジャー・デビュー作品となり、オリコン週間チャートでは6位を記録した。同じく5月には、初のメンバー総出演の映画『サムライ・ロック』が公開された。8月、名古屋市中区大須にコンセプト・ショップ「BOYS AND MEN SHOP&CAFE」を開店。このショップはイベント開催の場としても展開していくと発表された。
2016年、1月リリースの15thシングル「BOYMEN NINJA」で初のオリコンチャート首位を獲得。続く2月リリースの16thシングル「Wanna be!」で2作連続、2か月連続で首位を獲得した。
11人から10人へ、メジャー専属契約
3月17日、前年末から休業中であった若菜太喜が「役者の夢に向かい、ゼロからチャレンジしたい」という理由により同月末日付で脱退すると発表。4月1日からBOYS AND MENは10人で活動する。
6月、グループの軌跡を描いた映画『BOYS AND MEN 〜One For All, All For One〜』が10月に公開されることを発表。Virgin Musicとの専属契約が決定したことも発表され、その第1弾シングルとして、8月24日に映画主題歌「YAMATO☆Dancing」をリリースした。リリース初週に20万枚以上のセールスを記録した。
8月から名古屋市中村区のシネマコンプレックス・ミッドランドスクエアシネマ2で定期イベント『ボイメンワールド』を開催。11月に第58回日本レコード大賞において新人賞を受賞。12月リリースのアルバム『威風堂々〜B.M.C.A.〜』で初のアルバムチャート首位を獲得した。

### 2017年 - 2018年
日本武道館公演、47都道府県ツアー
2017年1月7日、日本武道館での初のワンマン・ライブ『BOYS AND MEN LIVE 2017 in 武道館 〜One For All, All For One〜』を開催。2月から5月の間、約3か月で47都道府県すべてを回るコンサート・ツアー『社長が言ったから有言実行!ボイメン47都道府県ツアー』を行った。
常設劇場の復活
2018年2月1日、BECOME SAKAEの5階に、所属事務所が設立した300席規模の劇場「BMシアター」をオープン。同時に、2014年9月に一度閉鎖となった、同ビル6階にあった常設劇場「NDP STUDIO」が復帰した。これらの劇場はフォーチュンエンターテイメント所属のタレント以外にも貸し出す旨を示している。BMシアターのこけら落とし公演として、第2弾公演『ホワイト☆タイツ』の再演をおこなった。
2月に愛知県体育館で開催したライブにおいて、結成史上最大規模となるドーム公演をナゴヤドームで開催することを発表した。5月にリリースしたシングル「進化理論」で約2年ぶりにシングルチャート首位を獲得。夏から秋にかけて派生ユニットのYanKee5と誠に分かれて全国ツアー『BOYS AND MEN全国仏恥義理ツアー 〜初心者上等！とにかくいっぺん来てみやぁー!!〜』を開催し、12月にメジャーからは初のベストアルバム『ボイメン・ザ・ベスト』をリリースした。

### 2019年 - 2020年
ナゴヤドーム公演
2019年1月14日、ナゴヤドームにおいて単独公演『ボイメン名古屋夢まつり〜ツッパリ町おこしお兄さん最強烈伝』を開催。2020年にアリーナツアーを行うことも発表された。3月に田中俊介が体調不良を理由にグループとしての活動を一部休業することを発表。田中は音楽活動やグループのレギュラー番組出演などを休止して、5月に田中が不参加の9人体制でシングル「頭の中のフィルム」をリリースした。6月に誠が初のユニット単体のシングル「フォルティシモ#ff」をリリースして、ライブツアー『BOYS AND MEN誠 Zeppツアー2019 〜元気いっぱい全国大冒険〜』を開催した。
田中俊介の脱退
BOYS AND MENは田中不在の9人体制で、9月から11月の間、新喜劇を取り入れたツアー『ボイメン劇場〜令和旗揚げ公演〜』を開催した。11月30日に田中がグループ脱退を発表。田中が1年ほど前から適応障害の治療をおこなっていたこと、その回復の兆しが見えずに、話し合いを重ねた末に脱退の運びとなったことを公表した。12月にリリースした9人体制初となるシングル「ガッタンゴットンGO!」は、オリコンシングルチャート首位を獲得した。
10周年イヤー、新型コロナウイルスの影響
2020年はBOYS AND MENにとって結成10周年のアニバーサリーイヤーであり、様々な催しが予定されていたが、新型コロナウィルス感染症の流行に大きく影響されることとなった。8月上旬に所属事務所の社員および祭nine.のメンバー数名が新型コロナウイルスに感染したことを受けて、数日間活動を自粛。12月末に水野・小林・本田・勇翔・吉原・辻本と、活動中の8名中6名が新型コロナウイルスに感染し、2021年8月に田村の感染も発表された。感染したメンバーはすべて2週間ほどの療養を経て復帰している。
3月、東京・サンシャイン劇場においてBOYS AND MEN研究生・祭nine.ら兄弟グループと合同の舞台『ボイメンステージ 諦めが悪い男たち〜NEVER SAY NEVER〜』を上演。感染症流行に伴う東京都の外出自粛要請を受けて上演期間を縮小し、千秋楽は無観客公演の配信を実施した。また、4月から5月の間に開催が予定されていた全国ツアー『BARI BARI★PARTY』の一部延期を発表した。有人の興行を開催できなくなった常設劇場は、配信コンテンツを発信する場に切り替えられた。
9月8日、土田拓海について、数か月前から心のコンディションがあまり良くなかったと公表し、当面の間休養することを発表した。9月から12月にかけて、8人体制で『BARI BARI★PARTY』を規模を縮小して開催した。
前述のように2020年の年末にメンバーの大半が新型コロナウイルスに感染したことにより、『木梨の大音楽会。』や『ももいろ歌合戦』など予定されていた年末年始のメディア、ライブイベント出演が中止になり、グループ活動がほぼストップした。この年の9月に大須の「BOYS AND MEN SHOP&CAFE」が閉店、12月に2014年の『ボイメン☆騎士』から形を変えて7年続いた中京テレビの冠番組が終了した。

### 2021年 -
土田拓海の脱退
2021年1月、3年ぶりのオリジナルアルバム『BOYMEN the Universe』をリリース。休業中の土田も新曲に参加した。リード曲「どえりゃあJUMP!」を手掛けたつんく♂がアルバムのトータルプロデュースに携わった。ユニバーサルミュージック内でVirgin Musicから祭nine.と同じUSM JAPANへ移り、7月に8人体制でシングル「ニューチャレンジャー」をリリースした。8月13日、1年近く活動を休止していた土田拓海がグループを脱退した。
小林豊の解雇、水野勝の卒業
2022年4月8日、週刊文春の記事により、小林豊が2021年10月3日に福岡市天神のドラッグストアにおいてヘアワックスなど約9千円分の商品9点を万引きする事件（後に示談）を起こしていたことが発覚。即日解雇、脱退となる。同日、水野勝が5月31日付で卒業することが発表された。当初は小林と水野の同時卒業を発表する予定としていた。これを受け、8年続けた愛知県警察の広報大使を辞退した。
5月31日、日本特殊陶業市民会館フォレストホールで水野の卒業コンサート『新たな夢の始まり!!「オレ卒業します」』を開催、これをもって水野は卒業した。
勇翔の卒業
2024年1月15日、勇翔がグループの卒業、事務所を退所することが発表された。3月17日、卒業ライブ『俺、卒業します 頭文字Y Final Stage 〜魂の鼓動、一万一千回転までキッチリ刻め！！〜』を開催。3月31日をもって卒業し、翌4月1日よりBOYS AND MENは5人体制となった。

## 受賞歴
- 2016 Asia Artist Awards：ライジングスター賞（2016年）[116]
- 第58回日本レコード大賞：新人賞（2016年）
- 第31回日本ゴールドディスク大賞「BEST 5 NEW ARTISTS」（2017年）[117]

## メンバー
結成時は中学生から20代後半まで幅広い年齢層の約60人のメンバーが在籍し、メンバーを18歳以下の「UNDER18」、それ以上の「OVER18」、と区分していた。子役出身者やモデルなど芸能のキャリアを有していたメンバーもいた（現メンバーの中にもいる）が、前述のようにオーディション応募者のほぼ全員が加入に至っており、ほとんどが歌・ダンス・演技などは未経験の者たちで始動したユニットである。公演が始まった2010年10月までに加入したメンバーにはエントリーナンバー（清水はNo.1、田中はNo.34、小林豊はNo.63、など）があり、公式サイトの名前記載順などに使われていた。このナンバーを使用する機会は無くなっている。
「加入時期」の後（「元メンバー」で表ではない者は名前の後）に☆印が付いているのは、「IKEMEN☆NAGOYA」からのメンバー。

### 現メンバー
2024年4月1日以降の体制。
| 名前     | よみ              | 生年月日               | 出身地 | ユニット | テーマカラー | 加入時期 （加入時の年齢） | 別ユニット     | 備考                                           |
| -------- | ----------------- | ---------------------- | ------ | -------- | ------------ | ------------------------- | -------------- | ---------------------------------------------- |
| 田村侑久 | たむら ゆきひさ   | 1990年10月17日（34歳） | 愛知県 | YanKee5  | ■青（水色）  | 2011年5月1日 （20歳）     | NO IDEA        |                                                |
| 辻本達規 | つじもと たつのり | 1991年5月17日（34歳）  | 岐阜県 | YanKee5  | ■赤          | 2010年8月31日 （19歳）    | non/           |                                                |
| 本田剛文 | ほんだ たかふみ   | 1992年11月3日（32歳）  | 愛知県 | 誠       | ■ピンク      | 2011年3月18日 （18歳）    | 第七学園合唱部 | 誠リーダー                                     |
| 平松賢人 | ひらまつ けんと   | 1994年11月14日（30歳） | 愛知県 | 誠       | ■黄          | 2010年6月☆ （15歳）       | 第七学園合唱部 | 加入時はセントラルジャパン所属                 |
| 吉原雅斗 | よしはら まさと   | 1994年7月22日（30歳）  | 愛知県 | 誠       | ■緑（深緑）  | 2011年3月18日 （16歳）    | 第七学園合唱部 | 加入時はブリッジプロモーション所属 元・チームS |

### 元メンバー
BOYS AND MENは通算で100人を超えるメンバーが在籍したため、それに近い数の元メンバーがいる。2022年に水野勝が「卒業」という形で脱退するまで、「BOYS AND MENに卒業というシステムはない」と語られていた。水野以前には「円満な脱退」がほとんどなく、脱退後にグループにいたことを公言していない者もおり、オフィシャル・ブックの活動年表などでもメンバーの脱退について一切言及されず、元メンバーについてはその存在にすら触れなくなる傾向が強い。
メジャーデビュー以前（2010年 - 2015年）まで在籍した主な元メンバー
この間に脱退について正式な報告があったのは、以下の2名のみである。下記一覧も参照。
- 沖津壮太郎☆、小林亮太

その他の主な元メンバーには、以下のような者たちがいる。
- 2010年に在籍：石原英秀☆
- 2011年まで在籍[119]：ヴィトル☆、上田貴翔☆、大池瑞樹、菊池遥平☆、木村海人☆、杉浦哲平、谷井楽也☆、平野紫耀☆（現：Number_i）、福澤侑
- 2012年まで在籍[67]：青木勇人☆、赤楚衛（現芸名：赤楚衛二）、河村健斗[68]、木下博貴、木村仁☆、越川光男（現芸名：越川みつお[126]）[注 11]、Romi☆
- 2013年まで在籍[128]：近藤佑哉☆、ファビオ、レオジャックス☆[注 12]

事務所内の別のグループへ異動する形でBOYS AND MENを離れたメンバー
以下の3名がこれに該当する。下記一覧も参照。
- 佐伯優斗☆、吉川友真、清水天規☆

佐伯優斗・吉川友真は2014年に発足した劇団ボイメンに所属となる。清水天規は2013年から学業のために長期休業に入り、2015年にBOYS AND MEN研究生に加入した。清水のグループ移籍は活動再開にあたって年齢を考慮したものであり（当人の記事参照）、いわゆる「降格処分」的なのものではない。彼らについてはこのようにBOYS AND MENを離れた理由は明らかであるものの、その月日は示されていない。
脱退に関して公式に報告のあった元メンバー
事務所内の別グループへ異動した3名についてもここで扱う。
| 名前       | よみ              | 生年月日       | 出身地 | 脱退時期       | 加入時期                | ユニット | テーマカラー  | 備考                                                                                      |
| ---------- | ----------------- | -------------- | ------ | -------------- | ----------------------- | -------- | ------------- | ----------------------------------------------------------------------------------------- |
| 沖津壮太郎 | おきつ そうたろう | 12月13日       | 石川県 | 2012年1月23日  | 2010年6月☆              | -        | -             | 在籍時はセントラルジャパン所属 脱退後はモデルとして台湾などで活動                         |
| 清水天規   | しみず たかのり   | 1997年8月25日  | 三重県 | 公表なし       | 2010年6月☆ （12歳）     | チームS  | -             | 現芸名・TENKI BOYS AND MEN在籍時はセントラルジャパン所属 BOYS AND MEN研究生→祭nine.に移籍 |
| 小林亮太   | こばやし りょうた | 1998年12月16日 | 愛知県 | 2013年4月29日  | 2011年4月 （12歳）      | チームS  | -             | 在籍時はセントラルジャパン所属                                                            |
| 吉川友真   | よしかわ ゆうま   | 1990年3月9日   | 愛知県 | 公表なし       | 2011年4月 （21歳）      | チームS  | ■ワインレッド | 2018年まで事務所に在籍 プロフィール：出典                                                 |
| 佐伯優斗   | さえき ゆうと     | 1991年9月9日   | 愛知県 | 公表なし       | 2010年6月☆ （18歳）     | チームS  | ■ブラウン     | 芸能界引退につき2015年12月16日に劇団を卒業 プロフィール：出典                             |
| 若菜太喜   | わかな たいき     | 1992年12月5日  | 愛知県 | 2016年3月31日  | 2010年11月27日 （17歳） | 誠       | ■オレンジ     | 弟はタレントの若菜元貴                                                                    |
| 田中俊介   | たなか しゅんすけ | 1990年1月28日  | 愛知県 | 2019年11月30日 | 2010年6月☆ （20歳）     | YanKee5  | ■銀           | NO IDEAメンバー 加入時はセントラルジャパン所属                                            |
| 土田拓海   | つちだ たくみ     | 1991年6月15日  | 愛知県 | 2021年8月13日  | 2010年6月☆ （18歳）     | 誠       | ■紫           | 弟はNHK名古屋アナウンサーの土田翼                                                         |
| 小林豊     | こばやし ゆたか   | 1989年3月19日  | 滋賀県 | 2022年4月8日   | 2010年6月☆ （21歳）     | YanKee5  | ■黄緑         | 加入時はタニプロモーション所属 契約解除による脱退                                         |
| 水野勝     | みずの まさる     | 1990年11月22日 | 愛知県 | 2022年5月31日  | 2010年10月19日 （19歳） | YanKee5  | ■金           | BOYS AND MENおよびYanKee5元リーダー 加入時はタニプロモーション所属 卒業                   |
| 勇翔       | ゆうひ            | 1993年2月5日   | 長野県 | 2024年3月31日  | 2010年10月 （17歳）     | 誠       | ■白と紺       | 加入時はタニプロモーション所属 卒業                                                       |

## 派生ユニット

### YanKee5
- メンバー：田村侑久・辻本達規
- 元メンバー：田中俊介・小林豊・水野勝（元リーダー）

YanKee5（ヤンキーファイブ、略称：ヤンファイ）は、第2弾公演『ホワイト☆タイツ』のメインキャスト5名によって結成され、BOYS AND MENの「ヤンキースタイル」をグループ全体より先に体現した派生ユニットである。公演が始まった2011年8月から「ヤンキー5人組」として活動しているが、正式な結成日は明言されていない。
『ホワイト☆タイツ』のプロモーションの一環として「ヤンキー5人組」をユニットにしてCDデビューする案が画策され、シングル「バリバリ☆ヤンキーロード」が、BOYS AND MENのCDデビューとなった。CDデビューの頃まではユニットの呼び名も「ヤンキー5人組」であったが、誠が結成されたことにより、こちらにも正式なユニット名を付けることになり、事務所スタッフの「そのまま『ヤンキー5』でいいんじゃない」という発言が採用された。英語表記の「YanKee5」が最初に使われたのは、2ndシングル「変わらないStory/READY×READY!」である。

### 誠
- メンバー：本田剛文（リーダー）・平松賢人・吉原雅斗
- 元メンバー：若菜太喜・土田拓海・勇翔

誠（まこと）は、「YanKee5の弟分」とされる派生ユニット。2012年2月16日結成。ユニットとして成立したのはYanKee5より誠の方が先である。「さわやかで硬派な好青年のユニット」で、誠として活動する際には学ランの衣装を用いない。
2012年1月、本田を中心に、『GEN's SECOND ミュージックライブ』に出演する若手メンバーによる非公式ユニット「チームFRESH」（後に加入する吉原もこの一員であった）が結成された。2月16日、本田・勇翔・平松・土田・若菜の5名が正式な派生ユニット「誠」のメンバーとなった。7月28日、両A面シングル「変わらないStory/READY×READY!」の一曲「READY×READY!」でCDデビュー。2013年4月26日に吉原が加入し、6人組となった。谷口は、本田をリーダーにした理由は「機転が利く」などまとめ役としての能力を評価してのことであり、吉原を加入させた理由は「誠はチームワークも良く、いいチーム。ただ華がなかった。そこにテイストの違う吉原を入れることによって変化を狙った。」と明かしている。
2012年から2015年の間、名古屋テレビ塔のPRキャラクターを務めた。その他に情報番組『まちバル』MCなどで活動する。2016年3月末に若菜がBOYS AND MENを脱退し、誠も5人組となった。その同時期から本田・平松・吉原の3名は、後述する第七学園合唱部のメンバーともなる。2019年にユニット単体でのシングルのリリースとコンサート・ツアーを行った。

### チームS
- メンバー[68]：河村健斗・小林亮太・近藤佑哉・佐伯優斗・清水天規・ファビオ・吉川友真・吉原雅斗

チームS（チームエス）は、元々は2012年5月に行われたイベント上での一日限定ユニットであったが、当時YanKee5と誠に所属していなかったメンバーが参加し、ライブ・イベントで活動するようになったユニットである。チームSの「S」は、イベントの中心人物であった佐伯の「S」と説明されている。チームSは本来は非公式ユニットである。
13人編成時のメンバーであった佐伯と吉川は、その時期から「メンバー総出演」とされたメディア出演や企画から外されることが多く、CDジャケット写真に載ることもなくなっていた。劇団が旗揚げされ、NDP STUDIOが閉鎖された2014年秋頃からチームSの活動は少なくなり、ほぼ自然消滅となった。ユニットでのオリジナル楽曲は持っていない。メンバーの去就は以下の通り。
- 佐伯・吉川 - 2014年秋に劇団ボイメンへ異動（佐伯は2016年12月に卒業）。
- 吉原 - 2013年4月に誠に加入。
- 河村・小林・近藤・ファビオ - 2012年から2013年の間にBOYS AND MENを脱退。
- 清水 - 2013年4月から活動休止に入り、2015年12月にBOYS AND MEN研究生に加入。

### NO IDEA
- メンバー：田村侑久
- 元メンバー：田中俊介

NO IDEA（ノー・アイディア、略称：ノーアイ）は、2013年2月に行われた『ホワイト☆タイツII 名古屋本公演』人気投票において1位・2位を獲得した田村と田中によるユニット。
結成が決まってから暫くは「しゅんたむ」という仮名で活動し、5月28日に「no idea = 全くわからない、見当がつかない」という意味から「未知数な二人の今後の可能性に期待を込めて」と、正式名称が発表された。1stアルバム『ヤンキー★ロード』でオリジナル楽曲「Stand Up」を発表。10月、スタジオライフの俳優らと共演した舞台『鍵』で主演を務めた。
2014年にNDP STUDIOが一旦閉鎖された後のNO IDEAは、年に1、2回ほどライブやイベントで「Stand Up」を披露する程度の活動になり、次第にそれもなくなっていた。2019年11月に田中がBOYS AND MENを脱退したことを受けて、田村はブログに「田村はずっとノーアイディアですから」と、NO IDEAに触れた。

### 第七学園合唱部
- メンバー：本田剛文・平松賢人・吉原雅斗

第七学園合唱部（だいなながくえんがっしょうぶ）は、CBCラジオの番組『BOYS AND MEN 栄第七学園男組』から派生した、本田・平松・吉原による3人組ボーカル・ユニット。このユニットでは、本田は「Takafumi」、平松は「Kento」、吉原は「Masato」と、名のローマ字表記が活動名になっている。
2016年3月7日放送の『BOYS AND MEN 栄第七学園男組』内で結成を発表し、「BOYS AND MENとは別の活動」と明言した。2016年5月19日、メンバー自らが全曲の作詞を手掛けたミニ・アルバム『チキン』でCBCラジオのレーベル・AR RecordsからCDデビューした。
正式なメンバーではないが、勇翔は「青髭男爵（髭青男爵）」という名でゲスト参加している。また、このユニット結成に刺激を受けた土田拓海は、名古屋のお笑い芸人酒井直斗とお笑いコンビ「第七学園演芸部」を結成して活動した。

### その他のユニット
舞台公演とライブ・イベント出演が活動の中心であった頃に、この他に多くの「非公式」ユニットが作られた。辻本達規と水野勝の漫才コンビ「ブルークレヨン」、田中俊介・辻本達規・水野勝によるUstream配信出演のユニット「チームU」、本田剛文と吉原雅斗の漫才コンビ「ホワイトダルビッシュ」、などがある。これらのユニットはNO IDEAやチームSと同じように、NDP STUDIOが一旦閉鎖されてからはほとんど活動がなくなっている。

## 舞台公演

### ストレートドライブ!
- 上演期間：2010年11月4日 - 2011年6月30日[17]
  - テスト公演：2010年11月4日 - 、本公演：2011年1月6日 - 6月30日
  - 大阪公演：2011年3月31日、アムホール / 東京公演：2011年5月8日、アムラックスホール
- 会場：SUNSHINE STUDIO
- 再演『ストレートドライブ R』：2012年6月5日・22日

旗揚げ公演『ストレートドライブ!』は、自動車工場を舞台に友情を描いた作品。次作以降はコメディ路線に傾倒するが、この舞台はシリアスな作風であった。この舞台設定は、プロデューサーが自動車会社のスポンサー獲得を狙った意図もあった。田中俊介と共に主演を務めていた小林豊は、公演途中から外部舞台出演のためにBOYS AND MENの活動から離れた。沖津壮太郎や水野勝も主演を務めている。この公演では舞台上演と合わせて新メンバーを募る公開オーディションが行われ、本田剛文・吉原雅斗・田村侑久らはこのオーディションを経て加入した。
この公演は映像商品化がされていない。初期の楽曲「Chance for Change」・「We never givin' up!」・「アイだから!」などはこの公演で用いられた。公演タイトル曲「Straight Drive」は、2017年にBOYS AND MEN研究生がリリースした7thシングルの収録曲としてはじめてCD化された。

### ホワイト☆タイツ
- 上演期間：2011年8月10日 - 2012年4月12日
  - プレ公演：2011年8月10日 - 、本公演：10月6日 - 4月12日
  - 東京スペシャル公演：2012年5月2日 - 4日、シアターサンモール
- 会場：SUNSHINE STUDIO
- 再演：2014年4月4日 - 6日、テレピアホール[156] ほか

第2弾公演『ホワイト☆タイツ』は、「退学寸前のヤンキー集団が、バレエに挑戦する」という内容の、「青春ドラマ」と「ヤンキーもの」の要素を合わせたコメディ。ストーリーは『われら青春!』から、ファッションは『ビー・バップ・ハイスクール』からヒントを得ている。「ヤンキー」や「学ラン」、派生ユニット結成やCDデビューなど、その後のBOYS AND MENの活動やスタイルの基礎となる作品である。
主演は水野勝。水野を主演に起用した理由について谷口は、「僕のイメージするヤンキーは線が細い。さらに背が高ければなお良し。水野は見た目がそのイメージそのものだった。」と述べている。制作発表時のメインキャストは水野の他、田中俊介・沖津壮太郎・吉原雅斗・小林豊・本田剛文（小林と本田はダブルキャスト）で、前作と同様に評価によってキャストの入れ替えを行う方式で上演された。沖津（この公演期間中に脱退）の配役は田村侑久が、吉原の配役は辻本達規が、小林と本田のダブルキャストは小林が中心になり、メインキャスト「ヤンキー5人組」のメンバーが、後のYaKee5のメンバーに固定された。
CBCラジオの冠ラジオ番組タイトルに使われた「第七学園」という名称は、この作品に由来する。デビュー曲「バリバリ☆ヤンキーロード」、初期の自己紹介ソング「Fight & Fire」（未CD化）は、この公演の劇中歌である。
『ホワイト☆タイツ』は何度も再演されており、後輩グループが上演するプログラムとしても続けられている。2014年は当時「二期生」と呼ばれていたBOYS AND MEN研究生とともに再演。2016年と2017年はBOYS AND MEN研究生による再演に出演。2018年2月、常設劇場・BMシアターのこけら落とし公演としてBOYS AND MEN研究生・BOYS AND MENエリア研究生とともに再演、メンバーのほとんどが初演時のキャストを演じた。この公演には元メンバーの越川みつおも出演した。11月にBOYS AND MENエリア研究生を中心としたキャストによって上演された。

### ホワイト☆タイツII
- 上演期間：2012年10月21日 - 2013年2月10日[19][69]
  - プレ公演：2012年10月21日 - 、プレミアム公演：11月18日 - 、名古屋本公演：2013年2月8日 - 10日
- 会場：マジックシアター（プレ公演）、NDP STUDIO（プレミアム公演）、テレピアホール（名古屋本公演）
- 再演：2013年6月14日、中村文化小劇場[69]

公演の場をSUNSHINE STUDIOからマジックシアター（NDP STUDIO）に移して上演された第3弾公演『ホワイト☆タイツII』は、「ヤンキーたちがエリート学生たちとミュージカルに挑戦する」という内容の作品。中世を舞台にしたミュージカルが劇中劇として披露される。主演は水野勝。この作品の上演時はメンバーの脱退・加入がほとんどない時期で、配役は固定されていた。「名古屋本公演」において人気投票を開催した（後述「#人気投票」）。

### RETURNER
- 上演期間：2013年10月18日 - 2014年1月13日
  - 『Returner 俺達の幕末異伝 完全版』：2014年1月11日 - 13日
- 会場：NDP STUDIO、東建ホール（完全版）

13人編成時代に上演された第4弾公演『RETURNER』は、幕末を舞台にした作品。前作までのミュージカルとは異なり、オープニングとエンディング以外は全て芝居という構成である。毎回キャストを入れ替える方式で上演された。テーマ曲「RETURNER」と劇中歌「ひとひらのねがひ」は、5thシングル「RETURNER」としてリリースされた。
2017年に妹分グループおとめボタンによって上演。2019年にBOYS AND MENエリア研究生によって『Returner〜僕達の幕末異伝〜』として上演された。

## 作品
個人の作品については各個人記事を、第七学園合唱部の作品についてはBOYS AND MEN 栄第七学園男組をそれぞれ参照のこと。

### シングル
|      | 発売日         | タイトル                                | レーベル        | 備考                                         | オリコン 最高位 |
| ---- | -------------- | --------------------------------------- | --------------- | -------------------------------------------- | --------------- |
| 1st  | 2012年2月14日  | バリバリ☆ヤンキーロード                 | Fortune Records |                                              | -               |
| 2nd  | 2012年7月27日  | 変わらないStory/READY×READY!            | Fortune Records | YanKee5/誠による両A面シングル                | -               |
| 3rd  | 2013年12月18日 | グランスピアーのテーマ                  | GRAMSPEAR 2013  | 販売はFortune Records                        | -               |
| 4th  | 2013年12月23日 | 幸せの種/My Only Christmas Wish         | Fortune Records | YanKee5/誠による両A面シングル                | -               |
| 5th  | 2014年1月11日  | RETURNER                                | Fortune Records |                                              | -               |
| 6th  | 2014年2月1日   | チョコレートプリンス                    | Fortune Records |                                              | -               |
| 7th  | 2014年5月10日  | シャウッティーナ/Lovely Monster         | Fortune Records | YanKee5/誠による両A面シングル                | -               |
| 8th  | 2014年7月25日  | 常夏オーライ!!!                         | Fortune Records |                                              | -               |
| 9th  | 2014年11月12日 | グッジョブ！ムチューマン/未完成パズル。 | Fortune Records |                                              | -               |
| 10th | 2015年3月1日   | ボイメン体操                            | Fortune Records |                                              | -               |
| 11th | 2015年4月4日   | 零/Fanfare                              | Fortune Records |                                              | -               |
| 12th | 2015年5月27日  | ARC of Smile!                           | マーベラス      | メジャー・デビュー・シングル                 | 6位             |
| 13th | 2015年7月4日   | stand hard! 〜オレらの憧れ竜戦士〜      | Fortune Records |                                              | -               |
| 14th | 2015年7月31日  | お願いよ!Oh Summer!                     | Fortune Records |                                              |                 |
| 15th | 2016年1月6日   | BOYMEN NINJA                            | Fortune Records | 販売はユニバーサル                           | 1位             |
| 16th | 2016年2月3日   | Wanna be!                               | キングレコード  |                                              | 1位             |
| -    | 2016年5月26日  | サンバdeバケーション                    | Fortune Records | テイクアウトライブからの配信限定シングル     | -               |
| -    | 2016年6月9日   | Power Of Dream (BOYS AND MEN ver.)      | Fortune Records | 「フォーチュンオールスターズ」名義のシングル | -               |
| 17th | 2016年8月24日  | YAMATO☆Dancing                          | Virgin Music    | ユニバーサル契約第1弾                        | 2位             |
| 18th | 2017年4月15日  | ドラMAX!!! 〜オレらの憧れ竜戦士〜       | Fortune Records |                                              | -               |
| 19th | 2017年8月2日   | 帆を上げろ!                             | Virgin Music    |                                              | 2位             |
| 20th | 2018年5月9日   | 進化理論                                | Virgin Music    |                                              | 1位             |
| 21st | 2018年9月12日  | 炎・天下奪取                            | Virgin Music    |                                              | 2位             |
| 22nd | 2019年5月29日  | 頭の中のフィルム                        | Virgin Music    |                                              | 3位             |
| -    | 2019年6月13日  | フォルティシモ＃ff                      | Fortune Records | 誠1stシングル                                | -               |
| 23rd | 2019年12月25日 | ガッタンゴットンGO!                     | Virgin Music    |                                              | 1位             |
| 24th | 2020年9月9日   | Oh Yeah                                 | Virgin Music    |                                              | 1位             |
| 25th | 2021年7月28日  | ニューチャレンジャー                    | USM JAPAN       |                                              | 3位             |
| 26th | 2022年12月21日 | 超FINE!!!                               | NDR             |                                              | 2位             |
| 27th | 2024年3月13日  | ヴーカ・ヴーカ〜恋の筋肉〜              | NDR             |                                              | 2位             |

### アルバム
| 発売日         | タイトル                           | アルバムの種類                           | レーベル        | オリコン 最高位 |
| -------------- | ---------------------------------- | ---------------------------------------- | --------------- | --------------- |
| 2013年5月4日   | ヤンキー★ロード                    | オリジナル 1st 1stミニ・アルバム         | Fortune Records | -               |
| 2014年12月23日 | YANKEE ROAD the BEST               | 2ndミニ・アルバム                        | Fortune Records | -               |
| 2015年12月23日 | Ballad Collection PRESENT          | 企画ミニ・アルバム                       | Fortune Records | -               |
| 2016年6月1日   | Cheer up!                          | オリジナル 2nd                           | キングレコード  | 2位             |
| 2016年12月14日 | 威風堂々〜B.M.C.A.〜               | オリジナル 3rd                           | Virgin Music    | 1位             |
| 2017年3月28日  | TOKIO 47                           | 配信アルバム 沢田研二「TOKIO」のカバー集 | Virgin Music    | -               |
| 2017年12月20日 | 友ありて・・                       | オリジナル 4th                           | Virgin Music    | 1位             |
| 2018年12月19日 | ボイメン・ザ・ベスト               | ベスト・アルバム                         | Virgin Music    | 2位             |
| 2019年1月4日   | ボイメン・インディーズコレクション | ベスト・アルバム 配信アルバム            | Fortune Records | -               |
| 2021年1月27日  | BOYMEN the Universe                | オリジナル 5th                           | Virgin Music    | 3位             |

### 映像作品
- WHITE☆TIGHTS 東京スペシャル公演（2012年6月30日、Fortune Records）
- 男の修行（YanKee5、2013年3月14日、Fortune Records）
- WHITE☆TIGHTS II 名古屋本公演（2013年6月14日、Fortune Records）
- WHITE☆TIGHTS II 舞台裏完全密着〜半年間の軌跡〜（2013年7月15日、Fortune Records）
- BOYS AND MEN PV COLLECTION（2013年8月18日、Fortune Records）
- BOYS AND MEN Special Live 2013.11.05 at Zepp Nagoya（2014年2月22日、Fortune Records）
- RETURNER 俺たちの幕末異伝 完全版（2014年5月2日 / 2015年7月15日、ポニーキャニオン）
- BBD!! BMとBeachでDokidoki!!（2014年7月21日、Fortune Records）
- BBD!! Vol.2 BMとBeachでDokidoki!!（2014年8月30日、Fortune Records）
- BOYS AND MEN PV COLLECTION 2（2014年9月13日、Fortune Records）
- LIVE! LIVE!! LIVE!!!（2015年3月1日、Fortune Records）
- PV COLLECTION 1&2（2015年7月15日、ポニーキャニオン）
- BALI BALI YanKee Island -BOYS AND MEN Special DVD 2015 in BALI-（2015年8月14日、Fortune Records）
- BOYS AND MEN Second Photo Book SUMMER+SUMMER!! メイキングDVD（2015年9月5日、Fortune Records）
- BOYS AND MEN LIVE 2017 in 武道館 〜One for All, All for One〜（2017年4月26日、Virgin Music）
- ハワイの休日2018（2018年9月17日、Fortune Records）
- 誠の男の修行（誠、2019年2月11日、Fortune Records）
- ボイメン名古屋夢まつり 〜ツッパリ町おこしお兄さん最強烈伝〜 atナゴヤドーム（2019年8月7日、Virgin Music）
- BOYS AND MEN誠 ZEPP TOUR 2019 “元気いっぱい”全国大冒険の舞台裏（誠、2020年3月5日、NDR）
- ボイメン ハワイの休日 〜大人ゴージャス旅〜（2020年3月15日、NDR）

### 参加作品
- 名古屋市PRソング「でら凄っ！名古屋」（2018年）平松・本田・吉原[164]
- 配信音楽ゲーム「キングビートスタジアム」（2019年）[165]

## 出演
個人の出演、数名での出演であっても個人での出演に該当するものについては、各個人の記事を参照。この節での「小林」は、すべて小林豊のことを表す。

### バラエティ・情報番組
- IKEMEN☆NAGOYA（2010年6月 - 9月、メ〜テレ）
- ana-ana girl's（2010年10月 - 2011年3月、中京テレビ）
- サタメン!!!（2011年4月 - 2012年3月、中京テレビ）赤楚・木下・辻本・土田・勇翔[122]
- アイチ★ポリスAAA（2012年8月 - 2013年2月、メ〜テレ）小林・辻本・本田
- まちバル（2013年4月 - 、スターキャットチャンネル）誠[69]
- ご当地アイドル全力恩返し!? BOYS AND MEN ナゴヤ激愛宣言!!（2013年12月18日、メ〜テレ）[1]
- ゴゴスマ -GO GO!Smile!-（2014年3月 - 2022年3月、CBCテレビ）[注 19]
- ノリで行こう!!（2014年4月 - 2015年9月、中京テレビ）
- ボイメン☆騎士（2014年4月 - 2015年3月、中京テレビ）
- 日曜なもんで!（2014年8月[72] - 2015年6月 / 2016年4月 - 2017年3月、テレビ愛知）
  - 日曜なもんで! 〜千客万来コンシェルジュ〜（2015年7月[72] - 2016年3月）
- アイチ☆ポリスMAX（2014年9月6日 - 2015年3月、メ〜テレ）小林・田中・田村・辻本・土田・本田
- ボイメンペダル（2015年3月13日、中京テレビ）辻本・本田・吉原[166]
- ボイメン☆MAGIC 〜夜の魔法をキミに〜（2015年4月 - 2016年3月、中京テレビ）
- BOYS AND MEN×劇団四季マンマ・ミーア! 〜本気で日本一になりてぇ!〜（2015年5月31日、東海テレビ）田村・辻本・本田[166]
- 忍者ボイメンくん 〜昇龍道で修行でござるよ〜（2015年7月 - 12月、東海テレビ）
  - 忍者ボイメンくん2 〜昇龍道は忍者道具の宝庫でござる〜（2016年10月 - 2017年3月）
- アイチ☆ポリス7（2015年9月 - 2016年3月、メ〜テレ）小林・田中・田村・辻本・土田・本田・水野
- ボイメンの肉足りてる?（2015年9月21日・23日、CBCテレビ）田中・辻本・水野[167]
- ボイメン体操（2015年10月 - 2022年4月[注 20]、CBCテレビ）
- ボイメンの愛知きしめん家族（2015年10月 - 11月・2016年8月 - 9月・2017年8月 - 9月、テレビ愛知）田中・平松・本田[168]
- ボイ×なら 〜噂のイケメンユニットが奈良で(秘)祭り〜（2015年11月3日、関西テレビ）[169]
- スイッチ!（2016年1月[170] - 2017年・2021年 - 2022年3月、東海テレビ）
- ハルさんのHAVE A GOOD HOUSE（2016年4月 - 2017年、三重テレビ）[170]平松 ほか
- ボイメンの試験に出ない英単語（2016年4月 - 9月、CBCテレビ）
- ボイメン2泊3日 ツタエル・トラベル（2016年4月 - 2017年3月、中京テレビ）
- キンパチ 〜金曜8時はボイメンと!〜（2016年5月 - 9月、TOKYO MX）
- 映画天国（2017年1月[170] - 2018年3月、日本テレビ）
- こちら!名古屋市ボイメン課（2017年4月 - 2018年3月、テレビ愛知）[171]
- PPBM（2017年4月 - 2018年3月、中京テレビ）
- ボイメン☆FUKUOKA（2017年5月 - 10月、RKB毎日放送）[172]
- 大相撲名古屋場所60年 はっけよい!ボイメン（2017年7月5日、NHK名古屋）田中・本田・水野
- おもてなし中部（2017年10月 - 2018年、NHK名古屋）田中・辻本・水野[173]
- BOYS AND MENの絶景×絶景（2017年11月、東海テレビ）
- LIVE MANIA〜SKE48×BOYS AND MEN〜（2017年11月25日、東海テレビ）小林・田中・田村・水野
- ボイメン IN HAWAII 〜ホノルル駅伝&ファンミーティング〜（2017年12月2日・2019年1月30日、東海テレビ）
- 産直!ボイメン☆北海道（2018年1月 - 3月・10月 - 12月、北海道文化放送）
- Find the WASABI in NAGOYA（2018年12月29日 - 2019年3月、BS-TBS）[注 21]
- まるごと（2018年4月[172] - 2019年3月、静岡第一テレビ）
- ササシマBASE Lab.（2018年4月 - 2019年3月、中京テレビ）
- デルサタ11（2018年4月 - 2021年、メ〜テレ）[172]
- ボイボイ無限大（2018年4月 - 9月、東海テレビ）
  - もっと!ボイボイ無限大（2018年10月 - 2019年4月）
  - トクセン!!ボイボイ無限大（2019年4月 - 9月）
- 『アベンジャーズ/インフィニティ・ウォー』公開記念スペシャル〜ボイメンの熱狂無限大〜（2018年4月26日、東海テレビ）[175]
- ボイメン!KANPAIハシゴ酒（2018年9月8日、テレビ朝日）本田・勇翔[176]
- ボイメン×卓球〜Tリーガーのスゴワザに真剣勝負!卓球フェスティバルin名古屋〜（2019年3月30日、東海テレビ）小林・田村・辻本・水野[177]
- ボイメンのあいち農業塾!（2019年4月 - 2020年3月、東海テレビ）
- ボイメン ジャパネスク（2019年4月 - 2020年12月、中京テレビ）
- ボイメンのギャラ100!（2019年6月 - 2022年4月、東海テレビ）
- ボイメンのなにわ統一大作戦〜ヤベー敵地にいざ出陣!〜（2019年10月 - 2020年4月、MBS）
- 9 SOUL 〜10年のキセキ〜（2020年4月 - 6月、TOKYO MX）
- ハイスポ（2021年4月 - 、CNCi）[178]
- ボイメン☆パーク（2022年8月 - 、三重テレビ）[179]

### ドキュメンタリー、ライブ
- BOYS AND MEN Zeppツアー〈東京公演〉フジテレビNEXTバージョン（2016年5月22日、フジテレビTWO）[170]
- DOCUMENTARY OF BOYS AND MEN〜名古屋から全国へ〜（2016年5月22日、フジテレビTWO）[170]
- BOYS AND MEN 真夏の強化合宿! ボイメンがもっと好きになっちゃうツアー2016（2016年10月9日、TBSチャンネル1）[170]
- BOYS AND MEN LIVE 2007 in 武道館 -One for All, All for One-（2017年1月7日、TBSチャンネル）[170]
- BOYS AND MEN 光と影〜名古屋の男たちはこうして夢舞台に立った〜（2017年3月12日、中京テレビ）[180]
- ふるさとイッチー祭 SKE48×BOYS AND MEN Super Live Supported by EDION（2018年11月19日、東海テレビ）[181]
- 生中継! BOYS AND MEN『ボイメン名古屋夢まつり』（2019年1月14日、WOWOW）[182]
- イッポウSP 防災列島2019 ボイメンと学んで備える!"その時"（2019年3月6日、CBCテレビ）辻本・平松・本田・土田・水野[183]
- ふるさとイッチー祭2019 SKE48×BOYS AND MEN Super Live（2019年11月18日、東海テレビ）[184]

### テレビドラマ
- 中学生日記（NHK Eテレ）清水[注 22] ほか
  - 「ともだち帝国〜もしも心が読めたら〜」（2011年6月）越川・近藤・水野・Romi[186]
  - 「決断クラブ」（2012年2月）近藤[187]
  - 「囚われ少女」（2012年3月）吉原[127]
- 明日の光をつかめ -2013 夏-（2013年7月、東海テレビ）小林・田中・水野・勇翔・吉原・若菜[69]
- メ〜テレドラマ「卒業」（2014年3月、メ〜テレ）水野・勇翔・吉原[69]
- なぜ東堂院聖也16歳は彼女が出来ないのか?（2014年10月 - 12月、メ〜テレ）
- ミステリなふたり（2015年4月 - 6月、メ〜テレ）田中・水野・若菜
- 白鳥麗子でございます!（2016年1月 - 3月、地方局7局による共同制作）田中・田村・辻本・水野・吉原
- ショクバの王子様（2017年3月、東海テレビ）田中・平松・水野[188]
- 犯罪症候群（2017年、東海テレビ・WOWOW）辻本・平松・水野（シーズン1）[189] / 小林（シーズン2）
- ボイメン新世紀 祭戦士ワッショイダー（2018年4月 - 6月、CBCテレビ他）
- トクサツガガガ（2019年1月 - 3月、NHK総合）
- ミナミの帝王ZERO（2019年4月 - 6月、関西テレビ）小林・田村・辻本・本田・水野・勇翔・吉原
- 佐藤二朗と斎藤工が行きたくない街NO.1名古屋のドラマに出演するにあたり色々考えてみた（2019年9月、テレビ愛知）平松・水野・吉原[190]

### ラジオ
- 0時のつぶやき第2部 BOYS AND MENの栄第七学園男組（2012年4月 - 2014年3月、CBCラジオ）YanKee5
- BOYS AND MEN 栄第七学園男組（2014年3月 - 、CBCラジオ）
- ボイメンのコレ知っときゃー（2014年4月[72] - 2017年3月、エフエム愛知）
- フォーチュンラジオ（2015年8月 - 、エフエム豊橋）[166]
- TOKYO BOYMEN CITY（2016年9月[170] - 2018年12月、TBSラジオ）
- ボイメン☆KANSAI（2017年5月[172] - 2020年12月、ラジオ大阪）
- お祭り気分で Bang! Bang! Radio（2019年2月 - 、エフエム岐阜）[191]
- くじらいぶプレゼンツ BOYS AND MENの楽勝!有楽町（2022年10月 - 2023年3月、ニッポン放送）[192]

### インターネット・配信

#### ドラマ
- 学園のクローバー（2013年、スマートボーイズ）小林・田中・誠[69]
- キスのカタチ（2016年）[193]
- ボイメン☆ドライブ（2020年）[194]
- Re:member〜サイカイ〜（2022年）[195]

#### バラエティ
- ボイメン★チャンネル（2013年 - 2015年、ニコニコチャンネル）
- をとこ道（2013年 - 2014年、メ〜テレPLUS）[69]
- ボイメンスタイル（2014年9月 - 2015年1月、メ〜テレPLUS）[196]
- ボイぶら（2015年、関西テレビおんでま）[197]
- すすめ!ボイカンメン（2016年、FRESH! by AbemaTV）[170]

### 映画
- A.F.O 〜All for one〜（2014年）[69][注 23]
- サムライ・ロック（2015年）
- 復讐したい（2016年）
- 白鳥麗子でございます! THE MOVIE（2016年）小林・田中・田村・辻本・水野・吉原
- BOYS AND MEN 〜One For All, All For One〜（2016年）
- ジャンクション29（2019年）小林・田中・本田・水野
- Somedays（2023年）勇翔・辻本・本田・平松[198]

### 舞台
- 鍵（2013年10月）NO IDEA[146]
- 東京奇人博覧会（2014年4月）YanKee5[69]
- なごや万華鏡落語（2016年10月 / 2017年10月）勇翔[199] / 平松・勇翔[200]
- ボイメンステージ 諦めが悪い男たち〜NEVER SAY NEVER〜（2020年）
- Foodtruck FixYou〜full course〜（2021年）[201]

### CM
- ヒマラヤ（2013年）[69]
- メ〜テレサマーフェスティバル メーポン! in セントレア（2014年）
- 近鉄パッセ「Pass'e バレンタインspecial OFFセール」（2015年）[202]
- 中部テレコミュニケーション「コミュファ光」（2015年 - 2016年）田村・辻本・吉原
- ハトのマークの引越センター（2016年）田中・田村・辻本・本田・水野[170]
- 大垣共立銀行（2017年）[203]田中・辻本・水野・吉原
- OKBペイメントプラット（2019年）辻本・本田・水野・吉原
- 関西サイクルスポーツセンター（2019年）小林・田村・勇翔
- 山央工業株式会社（2022年）田村・辻本・本田・平松・勇翔・吉原[204]

### ゲーム
- ボイメン☆恋〜ようこそボイメンハウスへ〜（2017年9月20日）[205]
- ボイメン☆パラダイス（2021年5月11日）
- BOYMEN BABANUKI（2021年）

### その他
- 24時間テレビ「キッズキャラバン隊」（2011年）辻本・土田・勇翔[19]
- AKB48「恋するフォーチュンクッキー」ミュージック・ビデオ / AKB48[公式]（2013年）
  - 「CBCラジオ パーソナリティ Ver.」YanKee5
  - 「SUNSHINE SAKAE Ver.」佐伯・土田・本田・勇翔・若菜
- ディズニー・ライブ! ミッキーのザ・マジックショー（2014年）吉川（日本ライブMC）[206][207]

## 書籍
- BOYS AND MEN OFFICIAL FAN BOOK（2013年8月24日、KADOKAWA）[69]
- ボイメンWalker（2015年9月29日、KADOKAWA）ISBN 978-4-04-894711-4
- BOYMEN MAGAZINE Vol.1（2016年5月25日、Sweet Thick Omelet）ISBN 978-4-90-706118-0
- BOYMEN MAGAZINE Vol.2（2017年1月7日、Sweet Thick Omelet）ISBN 978-4-90-706126-5
- ボイメンWalker2（2017年3月29日、KADOKAWA）ISBN 978-4-04-895927-8
- BOYS AND MEN Presents なごやめしのほん（2017年11月1日、世界文化社）ISBN 978-4-41-817254-2
- F.ENT OFFICIAL PHOTO BOOK『季刊 ボイメン祭』（2020年2月 - 不定期、東京ニュース通信社）
- BOYS AND MEN 10th Anniversary Book（2021年3月9日、小学館）ISBN 978-4-09-682352-1

### 写真集
- Ambitious No.8（2011年5月20日、スタジオワープ）木村海・小林豊・平野・福澤・水野 ISBN 978-4-86-400019-2
- BBD!! BMとBeachでDash!!（2014年7月21日、Fortune Records）
- BBD!! トラベル BMとBeachでDash!!（2014年8月30日、Fortune Records）
- BALI BALI Yankee Island -BOYS AND MEN Special Photo Book 2015 in BALI-（2015年8月14日、Fortune Records）
- BOYS AND MEN Second Photo Book SUMMER+SUMMER!!（2015年8月14日、Fortune Records）
- BOYS AND MEN THANKS! AT DOME LIVE（2019年5月22日、講談社）

### 電子書籍
- 写真集『NO LIMIT』（2015年、中京テレビ放送）[注 24][208]
- CanCam Digital Photo Book『ボイメン X』（2018年、小学館）[注 25]
- 君と僕らの夏ハワイ 〜BOYS AND MEN〜（2018年、小学館）[210]

### 雑誌連載
- 月刊KELLy（GAIN）
  - 「月刊BOYMEN通信」（2012年4月[19] - 2017年5月）YanKee5
  - 「ボイメン通信」（2017年6月[211] - ）
- 東海ウォーカー（KADOKAWA）
  - 「BOYS AND MENのイケメン萌えSHOT」（2011年10月 - 11月）[19]
  - 「BOYS AND MENの新ラーメンレポート」（2013年4月 - 2014年3月）[69]
  - 「密着 ボイメン☆騎士」（2014年4月 - 2015年2月）[72]
  - 「BOYS AND MENのもしも彼が○○だったら」（2015年6月[166] - 2019年2月）
  - 「ボイメンの対面（トイメン）TALK」（2019年3月 - 2022年）[212]
- ぴあ×starcat「誠のマコト」（2014年3月[69] - 2016年、ぴあ）
- TV LIFE 愛知・三重・岐阜版「BMW ボイメンウィーク」（2014年4月 - 2015年3月、学研パブリッシング）[72]
- 週刊女性「BOYS AND MEN ○○のMY FAVORITES」（2016年5月 - 10月、主婦と生活社）
- 月刊オーディション「ボイメン☆登龍門」（2016年12月 - 2018年5月、白夜書房）
- JUNON「BOYS AND MEN 仲良し男子のマル秘トーク」（2019年 - 2020年、主婦と生活社）[213]

### 新聞連載
- 中日スポーツ「Weeklyエンタメ『ボイメンと妄想デートしない?』」（2014年3月 - 12月、中日新聞社）

### 関連書籍
- 谷口誠治『夢は叶えるもの! -ボイメンを創った男-』（2017年、Sweet Thick Omelet）ISBN 978-4-90-706125-8
- 中村航・作道雄『僕らのあしあと 〜A “BOYS AND MEN”ストーリー〜』（2022年、ひかりTVブック）

## その他の活動
- 名古屋競輪場 イベントキャラクター（2011年 - 2012年）[214]
- 高校野球愛知大会2013 DVD 宣伝大使（2013年）[69]
- 名古屋テレビ塔 PRキャラクター（2012年 - 2015年）誠
- 愛知県 あいち地域安全サポーター（2013年）[215]
- なごやめし博覧会 スペシャルサポーター（2013年[69] - 2017年）
- 愛知県警察広報大使（2015年[166] - 2022年）
- メ〜テレ「メ〜テレ×BOYS AND MEN どでかサマープレゼント!」 キャンペーンキャラクター（2015年）小林豊・辻本・水野[166]
- 矢場町お化け屋敷2015「呪いの子守唄」 オフィシャルサポーター（2015年）[216]
- 名古屋トヨペット 広告モデル（2015年）
- 愛知県 LOVEあいちサポーターズ あいちエンターテイメント大使（2016年）[217]
- 名古屋観光コンベンションビューロー 名古屋観光特使（2016年）[45]
- サンリオピューロランド『夏祭り in サンリオピューロランド』 実行委員（2016年）[218]
- 韓国 江原道広報大使（2017年）[170]
- 光文社「中・高生直撃! 創刊11周年! 秋の古典新訳文庫フェア」ナビゲーター（2017年）[219]
- フジパン スナックサンド応援隊（2019年）[220]
- シンカリオンZ おもちゃ広報大使（2021年）[221]
- 「GO!GO!KAI-GO!プロジェクト」応援団（2021年）[222]
- 名古屋市「守ろう名古屋の救急医療」推進アンバサダー（2023年）[223]

## タイアップ
| 曲名                                         | タイアップ | 初収録作品                                             |
| -------------------------------------------- | --- | ------------------------------------------------------ |
| Chance for Change                            | ドラマ『ボイメン新世紀 祭戦士ワッショイダー』挿入歌                                                                    | 1stシングル『バリバリ☆ヤンキーロード』                 |
| READY×READY!                                 | 名古屋テレビ塔 PRソング                                                                                                | 2ndシングル『変わらないStory/READY×READY!』            |
| ヤンファイソーレ                             | 中京テレビ『ボイメン☆騎士』オープニングテーマ                                                                          | 1stアルバム『ヤンキー★ロード』                         |
| 夢のカタチ                                   | 2013年高校野球愛知大会DVD イメージソング                                                                               | 1stアルバム『ヤンキー★ロード』                         |
| グランスピアーのテーマ                       | 東海テレビ『黄金鯱伝説グランスピアー』主題歌                                                                           | 3rdシングル『グランスピアーのテーマ』                  |
| ひとひらのねがひ                             | 東海テレビ『忍者ボイメンくん〜昇龍道で修行でござるよ〜』エンディングテーマ                                             | 5thシングル『RETURNER』                                |
| なごやめしのうた                             | なごやめし博覧会 公式ソング                                                                                            | 6thシングル『チョコレートプリンス』                    |
| 〜ボイメンおにいさんとおどろう〜ヤンキー体操 | CBC『ゴゴスマ -GO GO!Smile!-』内コーナー「ヤンキー体操」使用曲                                                         | 7thシングル『シャウッティーナ/Lovely Monster』         |
| グッジョブ! ムチューマン                     | 中京テレビ『ボイメン☆騎士』エンディングテーマ                                                                          | 9thシングル『グッジョブ! ムチューマン/未完成パズル。』 |
| 未完成パズル。                               | メ〜テレ『なぜ東堂院聖也16歳は彼女が出来ないのか?』主題歌                                                              | 9thシングル『グッジョブ! ムチューマン/未完成パズル。』 |
| Winter JOY                                   | 近鉄パッセ「Pass'e バレンタインspecial OFFセール」CM使用曲                                                             | ミニ・アルバム『YANKEE ROAD the BEST』                 |
| ボイメン体操                                 | CBC『ゴゴスマ -GO GO!Smile!-』内コーナー「ボイメン体操」使用曲 CBC『ボイメン体操』使用曲                               | 10thシングル『ボイメン体操』                           |
| 零                                           | 映画『サムライ・ロック』主題歌・劇中歌                                                                                 | 11thシングル『零/Fanfare』                             |
| Fanfare                                      | 映画『サムライ・ロック』劇中歌                                                                                         | 11thシングル『零/Fanfare』                             |
| CAUTION!!                                    | 映画『サムライ・ロック』劇中歌                                                                                         | 11thシングル『零/Fanfare』                             |
| ARC of Smile!                                | テレビ東京『遊☆戯☆王ARC-V』エンディングテーマ                                                                          | 12thシングル『ARC of Smile!』                          |
| stand hard! 〜オレらの憧れ竜戦士〜           | 東海テレビ『BASEBALL LIVE 2015』・『DRAGONS LIVE 2016』主題歌                                                          | 13thシングル『stand hard! 〜オレらの憧れ竜戦士〜』     |
| BOYMEN NINJA                                 | 東海テレビ『忍者ボイメンくん』シリーズ主題歌 テレビ朝日『お願い!ランキング』エンディングテーマ                         | 15thシングル『BOYMEN NINJA』                           |
| DESEO                                        | 配信ドラマ『キスのカタチ』主題歌                                                                                       | 15thシングル『BOYMEN NINJA』                           |
| Wanna be!                                    | ドラマ『白鳥麗子でございます!』主題歌                                                                                  | 16thシングル『Wanna be!』                              |
| ツクヨミ                                     | ドラマ『白鳥麗子でございます!』エンディングテーマ 東名阪ネット6『俺旅。 シーズン2』主題歌                              | 16thシングル『Wanna be!』                              |
| どんとこいやー!                              | TOKYO MX『キンパチ 〜金曜8時はボイメンと!〜』主題歌                                                                    | 2ndアルバム『Cheer up!』                               |
| Forever and Always                           | 映画『白鳥麗子でございます! THE MOVIE』主題歌                                                                          | 2ndアルバム『Cheer up!』                               |
| With…                                        | 映画『白鳥麗子でございます! THE MOVIE』挿入歌                                                                          | 2ndアルバム『Cheer up!』                               |
| サンバdeバケーション                         | 中京テレビ『ボイメン2泊3日 ツタエル・トラベル』テーマソング                                                            | 配信限定シングル『サンバdeバケーション』               |
| YAMATO☆Dancing                               | 映画『BOYS AND MEN 〜One For All, All For One〜』主題歌                                                                | 17thシングル『YAMATO☆Dancing』                         |
| One For All, All For One 〜夢は叶えるもの〜  | 映画『BOYS AND MEN 〜One For All, All For One〜』挿入歌                                                                | 17thシングル『YAMATO☆Dancing』                         |
| GO!! 世侍塾 GO!!                             | TBS『COUNT DOWN TV』オープニングテーマ                                                                                 | 3rdアルバム『威風堂々〜B.M.C.A.〜』                    |
| ドラMAX!!! 〜俺らの憧れ竜戦士〜              | 東海テレビ『DRAGONS LIVE』（2017 - 2021）主題歌                                                                        | 18thシングル『ドラMAX!!! 〜俺らの憧れ竜戦士〜』        |
| 帆を上げろ!                                  | 毎日放送 ドラマイズム『マジで航海してます。』主題歌                                                                    | 19thシングル『帆を上げろ!』                            |
| 友ありて・・                                 | 中京テレビ『採用!フリップNEWS』エンディングテーマ                                                                      | 4thアルバム『友ありて・・』                            |
| 進化理論                                     | TBS アニメサタデー630『新幹線変形ロボ シンカリオン』オープニングテーマ                                                 | 20thシングル『進化理論』                               |
| 炎・天下奪取                                 | 毎日放送 ドラマイズム『マジで航海してます。〜Second Season〜』主題歌 中京テレビ『採用!フリップNEWS』エンディングテーマ | 21stシングル『炎・天下奪取』                           |
| 男気・夢・音頭                               | 日本テレビ『スッキリ』2019年1月度エンディングテーマ                                                                    | ベスト・アルバム『ボイメン・ザ・ベスト』               |
| 頭の中のフィルム                             | 関西テレビ『ミナミの帝王ZERO』主題歌                                                                                   | 22ndシングル『頭の中のフィルム』                       |
| ONE WAY                                      | NHK Eテレ アニメ『スポンジ・ボブ』エンディングテーマ                                                                   | 22ndシングル『頭の中のフィルム』                       |
| 最前列へ                                     | 愛知県ケーブルテレビ 高校野球テーマソング                                                                              | 誠1stシングル『フォルティシモ＃ff』                    |
| アッパレ!夢パレード                          | 映画『ブルーヘブンを君に』挿入歌                                                                                       | 誠1stシングル『フォルティシモ＃ff』                    |
| ガッタンゴットンGO!                          | 映画『劇場版 新幹線変形ロボ シンカリオン 未来からきた神速のALFA-X』主題歌                                              | 23rdシングル『ガッタンゴットンGO!』                    |
| 大阪府                                       | MBS『ボイメンのなにわ統一大作戦〜ヤベー敵地にいざ出陣!〜』テーマソング                                                 | 23rdシングル『ガッタンゴットンGO!』                    |
| どえりゃあJUMP!                              | TBS『COUNT DOWN TV』オープニングテーマ                                                                                 | 5thアルバム『BOYMEN the Universe』                     |
| ニューチャレンジャー                         | テレビ東京『新幹線変形ロボ シンカリオンZ』オープニングテーマ                                                           | 25thシングル『ニューチャレンジャー』                   |
| 超FINE!!!                                    | 愛知ダイハツ株式会社『愛知ダイハツCM30秒バージョン』CM使用楽曲                                                         | 26thシングル『超FINE!!!』                              |

## 人気投票
BOYS AND MENは結成時から、ウェブサイトやイベント会場で人気投票を実施し、その結果を舞台出演者の選出などに反映させていた。定期公演が始まった後も、人気投票は続けられた。
2013年
1月、「『ホワイト☆タイツII 名古屋本公演』で人気投票を行い、上位3名でユニットを結成する」と発表。2月15日に行われた開票の結果（下記参照）、3位が2名いたために、1位（田村）と2位（田中）の2人組ユニットを結成すると発表された。この投票結果は上位7名まで発表されている。

2014年
レギュラー番組『ボイメン☆騎士』との連動企画として、7月25日発売の8thシングル「常夏オーライ!!!」に投票券を付けた人気投票を開催。対象は番組レギュラーメンバーの11名。投票期間は7月25日から9月5日。上位5名を「スペシャルメンバー」として、メディア出演やCD発売など行っていくと発表された。数度の中間発表を行い、9月23日の『ボイメン☆騎士』放送内で最終結果を発表、翌24日付のオフィシャルブログで公開。上位5名は、9thシングル「グッジョブ! ムチューマン/未完成パズル。」の歌唱メンバーに選出された。
| 順位 | 名前     | 2013年 順位 |
| ---- | -------- | ----------- |
| 1位  | 田村侑久 | 1位         |
| 2位  | 小林豊   | 5位         |
| 3位  | 田中俊介 | 2位         |
| 4位  | 本田剛文 | 3位         |
| 5位  | 水野勝   | 3位         |
| 6位  | 若菜太喜 | －          |
| 7位  | 吉原雅斗 | －          |
| 8位  | 辻本達規 | 6位         |
| 9位  | 土田拓海 | 7位         |
| 10位 | 平松賢人 | －          |
| 11位 | 勇翔     | －          |

「 - 」は発表圏外を表す。

## その他のグループ、プロジェクト
「BOYS AND MEN」「ボイメン」と付く以下のようなプロジェクト、グループがある。
BOYS AND MEN研究生
2013年に開催されたBOYS AND MENの「二期生」を募るオーディションを基に結成された、BOYS AND MENの弟分グループ。後述のBOYS AND MEN研究生トウキョウを含む編成である。後に以下の2グループに分かれた。
祭nine.
BOYS AND MEN研究生の選抜メンバーにより、2017年3月に結成。寺坂頼我、野々田奏、清水天規らが所属した。2022年に解散。
BMK
祭nine.に選ばれなかった「残留組」が、「研究生を卒業」という形で2020年に改名。米谷恭輔、中原聡太らが所属する。
BOYS AND MEN研究生トウキョウ
BOYS AND MEN研究生の東京版グループ。2014年12月、BOYS AND MENの東京版「BOYS AND MENトウキョウ」として結成。2016年5月に改名し、BOYS AND MEN研究生に含まれる編成となる。2017年3月、祭nine.の結成に伴い事実上解散した。上記グループに移った横山統威、松岡拳紀介らのほか、初期に川﨑翔太、松本旭平などが所属した。
ボイメンエリア研究生
2017年に始動した、全国にBOYS AND MEN研究生の地方版グループを作るプロジェクトによって結成されたグループ。結成時のグループ名はBOYS AND MENエリア研究生。名古屋・東京・大阪・福岡の4つのエリアが活動している。古川流唯、内海太一などが所属。過去に武本悠佑、田口馨也、篠ヶ谷歩夢なども在籍した。名古屋地区の小中学生によるチーム「ボイメンベイビーズ」もここに含まれる。
劇団ボイメン
2014年夏、BOYS AND MENプロジェクト新規拡大のために発足が発表された。一期生の吉川友真と佐伯優斗を中心に結成され、当初は吉川・佐伯に（当時の）研究生9名を加えた11名で活動を始めると発表されていた。吉川と佐伯以外に、プロフィールの公開されていなかった団員数名が在籍していた。2015年5月に東建ホールで『ミュージカル「夢は叶えるもの」』を上演して以降は、劇団として特に表立った活動は展開されず、吉川と佐伯以外の団員は皆次々に脱退していったことが示唆されていた。12月に佐伯の芸能界引退による卒業、吉川の海外留学、それらに伴う当面の活動休止を発表。2017年末に吉川が事務所を移籍したことで団員不在となった。
吉川友真と佐伯優斗のプロフィールは一期生の#元メンバーを参照。吉川はラジオパーソナリティやソロライブ開催などローカルタレントとして活動した後、2018年にタニプロモーションに移籍して活動の拠点を東京に移した。
次世代BOYS AND MEN
2016年から2017年の間にライブ、イベントのオープニングアクト出演などで活動した、小学生男子によるプロジェクト。ボイメンベイビーズの前身的な存在にあたる。
これらのグループやプロジェクトのほか、同じフォーチュンエンターテイメント所属の女性グループ・おとめボタンおよびそこから派生した小野小町（ともに2022年に解散）は、BOYS AND MENの妹分という位置付けであった。

## 所属事務所
フォーチュンエンターテイメント
該当記事を参照。
タニプロモーション
上記フォーチュンエンターテイメントおよび谷口誠治の記事も参照。
谷口が主催したオーディション参加者からスカウトした菅野美穂のマネジメントのために設立した芸能事務所。同時期に谷口はこの事務所でインラインスケートをトレードマークとする男性アイドルユニットのレッドドルフィンズをプロデュースした。谷口は後にこの会社を譲渡したが、会社としてはフォーチュンエンターテイメントとともにBOYS AND MENおよび兄弟姉妹グループの運営に携わっている。小林豊・水野勝・勇翔の3名は、この事務所に入所した後にグループに加入した。かつて所属していた俳優の浜尾京介（後に小林らと同じくフォーチュンエンターテイメントに転籍）は、初期からBOYS AND MENの「スペシャルサポーター」を務め、舞台公演やCDなどに参加していた。浜尾は2012年から2013年の間、「ゲスト」という立場でBOYS AND MEN公式サイトに掲載されていたことがある。女性イリュージョンユニット・プリマベーラの活動も、「NAGOYA DREAM PROJECT」事業に加わっていた。